# Чигорін Михайло Іванович
Миха́йло Іва́нович Чиго́рін (рос. Михаи́л Ива́нович Чиго́рин; 31 жовтня (12 листопада) 1850, Гатчина, Росія — 12 (25) грудня 1908, Люблін, Польща) — російський шахіст, шаховий публіцист і теоретик. Один із провідних шахістів Європи наприкінці 19 століття. Програв два матчі Вільгельмові Стейніцу за титул чемпіона світу: в 1889 і 1892 роках.

## Життєпис
На серйозному рівні почав грати в шахи в 1873-74 роках, відвідував петербурзьку кав'ярню «Домінік» і інші заклади, де збиралися місцеві шахісти. Великий вплив на шаховий розвиток Чигоріна мав Емануїл Шифферс — один із провідних гравців Росії того часу. У гандикаповому турнірі «Шустерклубу» 1874/75 посів третє місце (після Шифферса та Шумова). У 1878-1880 роках виграв матчі проти Шифферса, Шмідта та Алапіна. У Всеросійському турнірі 1878/79 у Петербурзі посів перше місце (після додаткового матчу з Алапіном), що утвердило його як найсильнішого шахіста Росії.
1881 року дебютував на міжнародній арені, поділивши 3-4-е місця у Берліні. Наступного року невдало виступив у Відні (12-13-е місця), а на потужному турнірі в Лондоні 1883 року фінішував четвертим, здобувши дві перемоги над майбутнім чемпіоном світу Стейніцем. Після цього успіху Чигоріна почали вважати одним із претендентів на титул чемпіона світу.
1889 року Вільгельм Стейніц прийняв виклик Михайла Чигоріна й провів матч за звання чемпіона світу в Гавані (Куба), що закінчився перемогою чемпіона з рахунком +10 -6 =1. У тому ж місті 1892 року суперники провели ще один матч за титул, де Чигорін знову поступився: -8 +10 =5.
1890 р. зіграв унічию матч з Ґунсберґом +9 -9 =5, а 1893 р. зіграв унічию з Таррашем з тим самим рахунком. Одним із найбільших досягнень стало 2-е місце в дуже сильному турнірі в Гастінґсі 1895 (лідирував до останнього туру, в якому поступився Яновському). Позаду росіянин залишив, зокрема нового чемпіона світу Емануїла Ласкера, Зіґберта Тарраша та Вільгельма Стейніца.
Невдача у мікротурнірі в Петерзурзі 1895/96 (останнє, четверте місце, попереду — Ласкер, Піллсбері, Стейніц) перекреслила його надії на поєдинок за звання чемпіона світу проти Ласкера. У Нюрнберзі 1896 поділив 9-10-е місця. Того ж року після додаткового матчу з Харузеком посів перше місце в Будапешті, що стало одним з останніх міжнародних успіхів Чигоріна. Місця на деяких наступних змаганнях:
- 1897, Берлін — 10 місце
- 1898, Відень — 6-7 місця
- 1898, Кельн — 2-4
- 1899, Лондон — 7
- 1900, Париж — 6
- 1901, Монте-Карло — 3-4
- 1902, Монте-Карло — 8
- 1902, Ганновер — 7
- 1903, Відень (гамбітний турнір) — 1
- 1904, Кембридж-Спринґс — 6-7
- 1905, Остенде — 12
- 1905, Бармен — 7-10
- 1906, Нюрнберґ — 5
- 1907, Остенде — 6
- 1907, Карлсбад — 16-18

Триразовий чемпіон Російської імперії: 1899, 1900/01, 1903.
Помер у Любліні 1908 року, а 1914 року його прах перепоховано у Петербурзі.
У радянській шаховій літературі його називали «основоположником радянської шахової школи».
У Києві і Кривому Розі раніше були вулиці Чигоріна.